# Hans Georg Rammelmayr
Hans Georg Rammelmayr (* 1940 in München; † 4. August 1971 ebenda) war ein deutscher Bankräuber und Geiselnehmer.

## Leben und Tod
Der ausgebildete Chemograph stammte aus München-Giesing. Er war zusammen mit seinem Komplizen Dimitri Todorov der erste Bankräuber der deutschen Nachkriegsgeschichte, der bei Begehung der Tat gemeinschaftlich Geiseln nahm. Rammelmayr wurde beim Befreiungsversuch für eine der Geiseln von der Polizei erschossen.

## Ablauf des Bankraubs
Am 4. August 1971 um 15:55 Uhr überfielen die beiden Komplizen eine Filiale der Deutschen Bank in der Prinzregentenstraße 70 in München. Um ihrer Forderung nach zwei Millionen Deutschen Mark und einem Fluchtwagen Nachdruck zu verleihen, nahmen sie die in der Bank anwesenden 18 Personen als Geiseln.
Nach Verhandlungen mit der Polizei wurden gegen 23 Uhr die geforderte Summe und ein Fluchtfahrzeug bereitgestellt. Die Einsatzleitung der Polizei war von Oberstaatsanwalt Erich Sechser übernommen worden, der entschied, dass die Täter „so rasch wie möglich ausgeschaltet werden“ sollten. Zunächst verließ eine weibliche Geisel mit einem Bankangestellten die Bank und wurde ins Fluchtfahrzeug gesetzt, anschließend kehrte der Bankangestellte – der Kassierer – in die Bank zurück. Kurz darauf verließ Rammelmayr die Bank und setzte sich zu der Geisel in das bereitgestellte Fahrzeug. Die Scharfschützen und MP-bewaffneten Polizisten schossen dann mehrmals in das Fahrzeug, obwohl sich die Geisel unmittelbar neben dem Räuber befand. Rammelmayr wurde tödlich verletzt, die sofortige Bergung der Geisel Ingrid Reppel aus dem Auto durch den Münchner Bürgermeister Hans Steinkohl konnte ihr Leben nicht retten; sie verstarb, von fünf Schüssen getroffen, trotz Notoperation im Krankenhaus.
Todorov befand sich zu diesem Zeitpunkt noch mit den restlichen Geiseln in der Bank. Während der Erstürmung des Gebäudes kam es zu einer Schießerei zwischen Todorov und Polizeibeamten, dabei gab es keine Verletzten.
Todorov wurde zu lebenslanger Freiheitsstrafe verurteilt wegen räuberischer Erpressung, fünffachen versuchten Mordes und Freiheitsberaubung.
In Folge der Tat wurden mit Wirkung zum 19. Dezember 1971 die neuen Straftatbestände erpresserischer Menschenraub und Geiselnahme in der Bundesrepublik Deutschland eingeführt.
Todorov war 22 Jahre lang inhaftiert, bevor er vorzeitig entlassen wurde.